# Orchestina minutissima
Orchestina minutissima är en spindelart som beskrevs av Denis 1937. Orchestina minutissima ingår i släktet Orchestina och familjen dansspindlar.
Artens utbredningsområde är Algeriet. Inga underarter finns listade i Catalogue of Life.